# Perkoz (album)
Perkoz – debiutancki album Jacka Perkowskiego, wydany w listopadzie 2005 roku przez Magic Records.

## Lista utworów
1. "8 rano" – 2:43
2. "Pani z TV" – 4:05
3. "6/12" – 4:00
4. "Zawsze chciała szybko żyć" – 3:56
5. "Nas nie znajdą" – 4:00
6. "Ćma" – 3:05
7. "Zmienny prąd" – 3:45
8. "Wiesz, że chcę" – 3:58
9. "Minimal" – 4:08
10. "That's Right" – 3:54
11. "Wróć do domu" – 3:09

## Twórcy
- Jacek Perkowski – gitara, śpiew

zaproszeni muzycy
- Wladimir Bukariew – puzon (1, 11)
- Olaf Deriglasoff – gitara basowa (2-3, 9-10)
- Sergiej Kliuczko – trąbka (1, 11)
- Przemysław Momot – programowanie
- Andrzej Smolik – harmonijka ustna, pianino (1, 4)
- Artur Włodkowski – saksofon (11)
- Magdalena Wójcik – chórki